# Polyrhachis dorsorugosa
Polyrhachis dorsorugosa é uma espécie de formiga do gênero Polyrhachis, pertencente à subfamília Formicinae.